# 渡邊那智子
渡邊 那智子（わたなべ なちこ、1938年11月18日 - ）は、日本の詩人。東京生まれ。
「JO５」、「地球」を経て、現在「PANDORA」、「詩霊」同人。日本翻訳家協会会員。主として短詩、群詩を書く。
渡辺めぐみは娘。

## 略歴
早稲田大学第一文学部英文科卒業。
詩集『煉獄の秋』（1986年、書肆山田）。
2004年、KAYA GOLD CROWN WORLD POETS AWARD 受賞。
『日本詩集』『日本詩華集』（葵詩書財団）、韓国『WORLD POETRY』、『ポイエーシス2000』（銅林社）、短篇アンソロジー『夜』（驢馬出版・共著）、日英スペイン
対訳現代詩人アンソロジー『虹の架け橋』（北瞑社）、日韓環境詩選集『地球は美しい』（土曜美術社出版販売）、対訳詩歌集『百葉集』（竹林館）、『詩と思想詩人集2021』（土曜美術社出版販売）、「時調」（時調の会編）、『OUR VOICES ON THE WINDS　2014』
（世界詩人会議）、「花美術館」等に執筆。

## 詩集
- 『煉獄の秋』書肆山田、1986年

## 共著
- 短篇アンソロジー『夜』驢馬出版、2002年